# Miss USA 2016
Miss USA 2016 foi o 65º concurso da Miss USA . Foi realizado no T-Mobile Arena, em Las Vegas, Nevada, em 5 de junho de 2016. Terrence J e Julianne Hough foram os anfitriões pela primeira vez, enquanto Ashley Graham serviu como apresentadora nos bastidores. Todos os cinquenta estados e o Distrito de Columbia competiram. Olivia Jordan de Oklahoma coroou seu sucessor, Deshauna Barber, do Distrito de Columbia , no final do evento. Barber representou os Estados Unidos no Miss Universo 2016, onde ficou entre as Top 9 finalistas.
Esta foi a primeira edição do concurso Miss EUA a ser realizado sob a propriedade da WME / IMG, que comprou a Organização Miss Universo de Donald Trump em 14 de setembro de 2015, três dias depois que a NBCUniversal lhe vendeu sua participação de 50% na organização. troca pela queda de uma ação contratual por Trump contra a companhia de mídia em agosto, por ter rescindido o contrato da NBC para transmitir os concursos Miss Universo e Miss EUA. Foi também o primeiro concurso Miss EUA a ser transmitido pela Fox depois de assinado um acordo em outubro de 2015.
Pela primeira vez, um 52º participante do concurso foi decidido através de uma pesquisa nacional através do voto nas redes sociais.

## Resultados
| Final Results         | Contestant |
| Miss EUA 2016         | - Distrito de Columbia - Deshauna Barber |
| 2ª Lugar              | - Havaí - Chelsea Hardin |
| 3ª Lugar              | - Geórgia - Emanii Davis |
| Finalistas Top 5      | - Alabama - Peyton Brown - Califórnia - Nadia Mejía §                                                                                                 |
| Semifinalistas Top 10 | - Arkansas - Abby Floyd - Connecticut - Tiffany Teixeira - Missouri - Sydnee Stottlemyre - Dakota do Sul - Madison McKeown - Virgínia - Desi Williams |
| Semifinalistas Top 15 | - Arizona - Chelsea Myers - Ohio - Megan Wise - Oklahoma - Taylor Gorton - Carolina do Sul - Leah Lawson - Virginia Ocidental - Nichole Greene        |

§ Votada para entrar no Top 15 pela escolha popular.

### Premiações Especiais
| Award          | Contestant                 |
| Miss Simpatia  | - Alabama - Peyton Brown   |
| Miss Fotogenia | - Wisconsin - Kate Redeker |

## Histórico

### Candidata N° 52
Este ano, um 52º participante participará da competição por meio de votação nas mídias sociais. A organização Miss Universo juntamente com a agência de moda Sherri Hill decidiu fazer uma competição on-line onde diferentes mulheres de todos o EUA competiram. Finalmente, 10 mulheres foram selecionadas por um painel de jurados, e esses 10 finalistas foram revelados em 10 de maio de 2016. O vencedor entre esses 10 candidatos competiu como Miss 52 USA no concurso Miss EUA 2016 em 5 de junho de 2016. O vencedor, que foi anunciado em 18 de maio de 2016, foi Alexandra Miller de Oklahoma City , Oklahoma.

### Finalistas do Miss 52 USA
| N° | Nome               | Idade | Cidade             | Estado            |
| -- | ------------------ | ----- | ------------------ | ----------------- |
| 1  | Catherine Williams | 24    | San Antonio        | Texas             |
| 2  | Yvonne Vega        | 25    | New Braunfels      | Texas             |
| 3  | Jessica Bean       | 24    | Casper             | Wyoming           |
| 4  | Alexandra Miller   | 26    | Oklahoma City      | Oklahoma          |
| 5  | Ivana Thomas       | 22    | Durham             | Carolina do Norte |
| 6  | Amanda Bell        | 24    | Nashville          | Tennessee         |
| 7  | Kaitlyn Smith      | 26    | Jacksonville Beach | Flórida           |
| 8  | Molly Vierhile     | 23    | San Francisco      | Califórnia        |
| 9  | Niki Kafashzadeh   | 24    | Rockville          | Maryland          |
| 10 | Bridgette Garb     | 21    | Oak Park           | Califórnia        |

O painel de juízes que selecionou as 10 finalistas foram:
- Alessandra Garcia - Modelo americana plus size.
- Ashley Wagner - Patinadora artística americana.
- Andrew Serrano - Diretor americano de Relações Públicas Globais da IMG.
- Lauren Giraldo - Estrela mídia social americana.
- Pia Wurtzbach - Miss Universo 2015 das Filipinas
- Sherri Hill - Designer de moda e empresária.

## Concurso

### Seleção das candidatas
As candidatas de cada estado e o distrito de Columbia foram eleitas em concursos estaduais realizados de julho de 2015 a janeiro de 2016.

### Rodada preliminar
Antes da competição final, as candidatas competiram na competição preliminar, que envolve entrevistas privadas com os juízes e um show de apresentação em que elas competem em traje de banho e de gala. Foi realizado em 01 de junho de 2016 e foi transmitido ao vivo no canal do Miss USA no YouTube e aplicativo móvel.

### Final
Durante a competição final, os 15 melhores competiram em roupas de banho, enquanto os 10 também competiram em vestidos de festa. Os cinco primeiros também competiram em uma rodada final personalizada de perguntas e o vencedor foi decidido por um painel de juízes.

## Candidatas
52 candidatas competiram pelo título.
| Estado               | Nome                 | Idade | Altura      | Cidade          | Colocação     | Notas                                                                                       |
| Alabama              | Peyton Brown         | 22    | 5'9''/1,75  | Eufaula         | Top 5         | Anteriormente Miss Alabama Teen USA 2012 e Top 16 no Miss Teen USA 2012                     |
| Alaska               | Ariane Audett        | 21    | 5'8''/1,73  | Anchorage       |               |                                                                                             |
| Arizona              | Chelsea Myers        | 20    | 5'9''/1,75  | Tempe           | Top 15        |                                                                                             |
| Arkansas             | Abby Floyd           | 19    | 5'9''/1,75  | Searcy          | Top 10        | Anteriormente Miss Arkansas Teen USA 2013 e Top 16 no Miss Teen USA 2013                    |
| California           | Nadia Mejía          | 20    | 5'11''/1,80 | Diamond Bar     | Top 5         | Filha de Geraldo Mejía e Miss West Virginia USA 1989 Kathy Eicher                           |
| Colorado             | Caley-Rae Pavillard  | 22    | 5'8''/1,73  | Castle Pines    |               | Anteriormente Miss Colorado Teen USA 2011 e Top 15 no Miss Teen USA 2011                    |
| Connecticut          | Tiffany Teixeira     | 25    | 5'7''/1,70  | Bridgeport      | Top 10        | Anteriormente Miss Connecticut Teen USA 2009                                                |
| Delaware             | Alexandra Vorontsova | 21    | 5'7''/1,70  | Newark          |               |                                                                                             |
| Distrito de Columbia | Deshauna Barber      | 26    | 5'10''/1,78 | Washington      | MISS USA 2016 | Anteriormente Miss Virginia International 2011                                              |
| Florida              | Brie Gabrielle       | 25    | 5'9''/1,75  | West Palm Beach |               |                                                                                             |
| Georgia              | Emanii Davis         | 22    | 5'9''/1,75  | Spalding County | 3° Lugar      |                                                                                             |
| Hawaii               | Chelsea Hardin       | 24    | 5'11''/1,80 | Honolulu        | 2° Lugar      |                                                                                             |
| Idaho                | Sydney Halper        | 21    | 5'9''/1,75  | Moscow          |               |                                                                                             |
| Illinois             | Zena Malak           | 24    | 5'8''/1,73  | Carol Stream    |               |                                                                                             |
| Indiana              | Morgan Abel          | 26    | 5'7''/1,70  | North Venon     |               | Anteriormente Miss Indiana Teen USA 2008                                                    |
| Iowa                 | Alissa Morrison      | 24    | 5'9''/1,75  | Davenport       |               |                                                                                             |
| Kansas               | Victoria Wiggins     | 26    | 5'9''/1,75  | Junction City   |               |                                                                                             |
| Kentucky             | Kyle Hornback        | 20    | 5'8''/1,73  | Louisville      |               |                                                                                             |
| Louisiana            | Maaliyah Papillion   | 21    | 5'9''/1,75  | Lake Charles    |               |                                                                                             |
| Maine                | Marisa Butler        | 22    | 5'8''/1,73  | Standish        |               | Anteriormente Miss Maine National Sweetheart 2013                                           |
| Maryland             | Christina Denny      | 25    | 5'8''/1,73  | Baltimore       |               | Anteriormente Miss Maryland 2013                                                            |
| Massachusetts        | Whitney Sharpe       | 21    | 5'5''/1,65  | Burlington      |               |                                                                                             |
| Michigan             | Susie Leica          | 26    | 5'10''/1,78 | Livonia         |               |                                                                                             |
| Minnesota            | Bridget Jacobs       | 20    | 5'11''/1,80 | Maple Grove     |               |                                                                                             |
| Mississippi          | Haley Sowers         | 22    | 5'5''/1,65  | Meridian        |               | Anteriormente Miss Mississippi Teen USA 2010 e 5ª colocada no Miss Teen USA 2010            |
| Missouri             | Sydnee Stottlemyre   | 22    | 5'8''/1,73  | Chesterfield    | Top 10        | Anteriormente Miss Missouri Teen USA 2011 e 5ª colocada no Miss Teen USA 2011               |
| Montana              | Sibahn Doxey         | 22    | 5'9''/1,75  | Frenchtown      |               | Anteriormente Miss Montana Teen USA 2011                                                    |
| Nebraska             | Sarah Hollins        | 25    | 5'8''/1,73  | Omaha           |               | Anteriormente Miss Nebraska Teen USA 2009                                                   |
| Nevada               | Emelina Adams        | 24    | 5'8''/1,73  | Henderson       |               |                                                                                             |
| New Hampshire        | Jessica Strohm       | 25    | 5'6''/1,68  | Manchester      |               |                                                                                             |
| New Jersey           | Jessielyn Palumbo    | 24    | 5'9''/1,75  | Wayne           |               |                                                                                             |
| New Mexico           | Naomie Germain       | 22    | 5'8''/1,73  | Albuquerque     |               |                                                                                             |
| New York             | Serena Bucaj         | 22    | 5'9''/1,75  | Suffern         |               |                                                                                             |
| North Carolina       | Devin Gant           | 23    | 5'6''/1,68  | Charlotte       |               | Assumiu o título após Allie Dunn desistir devido a doença.                                  |
| North Dakota         | Halley Maas          | 20    | 5'8''/1,73  | Grand Forks     |               |                                                                                             |
| Ohio                 | Megan Wise           | 26    | 5'10''/1,78 | Gallipolis      | Top 15        |                                                                                             |
| Oklahoma             | Taylor Gorton        | 24    | 5'7''/1,70  | Glenpool        | Top 15        | Anteriormente Miss Oklahoma Teen USA 2008 e Top 15 no Miss Teen USA 2008                    |
| Oregon               | Natriana Shorter     | 25    | 5'9''/1,75  | Eugene          |               |                                                                                             |
| Pennsylvania         | Elena LaQuatra       | 24    | 5'8''/1,73  | Pittsburgh      |               | Anteriormente Miss Pennsylvania Teen USA 2010 e Miss Pennsylvania's Outstanding Teen 2007   |
| Rhode Island         | Theresa Agonia       | 23    | 5'7''/1,70  | Cumberland      |               |                                                                                             |
| South Carolina       | Leah Lawson          | 22    | 5'6''/1,68  | Anderson        | Top 15        |                                                                                             |
| South Dakota         | Madison McKeown      | 21    | 5'8''/1,73  | Sioux Falls     | Top 10        | Anteriormente Miss South Dakota Teen USA 2014                                               |
| Tennessee            | Hope Stephens        | 20    | 5'10''/1,78 | Livingston      |               |                                                                                             |
| Texas                | Daniella Rodriguez   | 19    | 5'9''/1,75  | Laredo          |               | Anteriormente Miss Texas Teen USA 2013                                                      |
| Utah                 | Teale Murdock        | 26    | 5'5''/1,65  | Salt Lake City  |               |                                                                                             |
| Vermont              | Neely Fortune        | 24    | 5'7''/1,70  | Burlington      |               |                                                                                             |
| Virginia             | Desiree Williams     | 26    | 5'8''/1,73  | Newport News    | Top 10        | Anteriormente Miss Virginia 2013                                                            |
| Washington           | Kelsey Schmidt       | 26    | 5'3''/1,60  | Bellevue        |               | Assumiu o título após a Miss Washington USA 2016 anterior, Stormy Keffeler, renunciar a ele |
| West Virginia        | Nichole Greene       | 24    | 5'7''/1,70  | Charleston      | Top 15        |                                                                                             |
| Wisconsin            | Kate Redeker         | 19    | 5'10''/1,78 | Sheboygan       |               | Anteriormente Miss Wisconsin Teen USA 2013 e Top 16 no Miss Teen USA 2013                   |
| Wyoming              | Autumn Olson         | 21    | 5'8''/1,73  | Saratoga        |               | Anteriormente Miss Wyoming Teen USA 2013                                                    |
| Miss 52 USA          | Alexandra Miller     | 26    | 5'8''/1,73  | Tulsa           |               | Anteriormente Miss Oklahoma USA 2015 após a vitória de Olivia Jordan no Miss USA 2015       |

## Jurados
As candidatas ao título de Miss USA 2016 foram avaliadas por dois grupos de jurados.

### Preliminares
- Fred Nelson  – Presidente/Produtor Executivo do People's Choice Awards
- Jimmy Nguyen  –  Advogado de entretenimento e de mídias digitais, defensor da diversidade, blogueiro, e conselheiro de tecnologia
- Joey Boukadakis[5] – Roteirista, diretor, produtor e executivo de mídia
- Keltie Knight  – Repórter e apresentadora da edição de fim de semana da revista eletrônica The Insider
- Kristin Conte  – Executiva de marketing e comunicações e criadora de eventos
- Nick Phelps  – Diretor de Alianças Globais da Droga5
- Rebecca Bienstock  – Chefe da Sucursal da Costa Oeste da revista Us Weekly

### Final Televisionada
- Ali Landry  – Miss USA 1996 de Luisiana
- Crystle Stewart  – Miss USA 2008/Texas
- Joe Zee – Editor-chefe e Diretor Executivo de Criação do Yahoo Fashion
- Laura Brown  – Diretora Executiva e de Ensaios/Projetos Especiais da revista Harper's Bazaar
- Nigel Barker  – Fotógrafo de moda  e apresentador da edição inglesa do reality The Face